# Peter Blangé
Peter Blangé (Voorburg, 9 dicembre 1964) è un allenatore di pallavolo ed ex pallavolista olandese, di ruolo palleggiatore.
Con la sua nazionale ha vinto una medaglia d'argento e una d'oro alle Olimpiadi, rispettivamente nel 1992 e nel 1996.

## Palmarès

### Nazionale (competizioni minori)
- European League 2006